# Сокоград
 Тази статия е за крепостта в Сърбия.  За селото в България вижте Соколец.  
Соколбанската крепост (на сръбски: Соко-град или Соко Град / Soko Grad), известна също с името Соколец (Соколац), е средновековна крепост в Източна Сърбия, Зайчарски окръг, на 2 километра от град Сокол баня.
Изградена е на мястото на стара римска и византийска крепост от ІV – VІ век. Намира се на югоизток от града, в известната туристическа местност Лептерия в клисурата на река Сокобанска Моравица.

## История
Соколец е важна крепост във Видинското царство.
Завоювана е за Османска империя от Муса Челеби по време на потушаването на въстанието на Константин и Фружин в началото на ХV век.